# Chorvatsko na Hopmanově poháru
Chorvatsko soutěžilo na Hopmanově poháru celkem třikrát. Jeho nejlepší výkon byl v roce 1996, kdy ve finále porazilo Švýcarsko. Poté už se nikdy do finále nedostalo.

## Tenisté
Tabulka uvádí seznam chorvatských tenistů, kteří reprezentovali stát na Hopmanově poháru.
| Jméno            | Celkem V/P | Dvouhra V/P | Čtyřhra V/P | Poprvé | Počet startů |
| Mario Ančić      | 2–3        | 2–1         | 0–2         | 2007   | 1            |
| Sanja Ančić      | 0–5        | 0–3         | 0–2         | 2007   | 1            |
| Goran Ivanišević | 9–3        | 5–1         | 4–2         | 1996   | 2            |
| Iva Majoliová    | 7–6        | 3–4         | 4–2         | 1996   | 2            |

- V/P – výhry/prohry

## Výsledky
| Rok    | Fáze soutěže     | Místo konání         | Soupeř        | Výsledek | Stav   |
| ------ | ---------------- | -------------------- | ------------- | -------- | ------ |
| 1996 1 | Základní skupina | Burswood Dome, Perth | Jižní Afrika  | 1–2      | Prohra |
| 1996 1 | Základní skupina | Burswood Dome, Perth | Spojené státy | 2–1      | Výhra  |
| 1996 1 | Základní skupina | Burswood Dome, Perth | Francie       | 3–0      | Výhra  |
| 1996 1 | Finále           | Burswood Dome, Perth | Švýcarsko     | 2–1      | Výhra  |
| 1997   | Základní skupina | Burswood Dome, Perth | Francie       | 3–0      | Výhra  |
| 1997   | Základní skupina | Burswood Dome, Perth | Spojené státy | 1–2      | Prohra |
| 1997   | Základní skupina | Burswood Dome, Perth | Austrálie     | 2–1      | Výhra  |
| 2007   | Základní skupina | Burswood Dome, Perth | Španělsko     | 0–3      | Prohra |
| 2007   | Základní skupina | Burswood Dome, Perth | Indie         | 1–2      | Prohra |
| 2007   | Základní skupina | Burswood Dome, Perth | Česko         | 2–1      | Výhra  |

1 Ve finále proti Švýcarsku si švýcarský tenista Marc Rosset za stavu 5-5 v posledním setu v hněvu poranil ruku. Proto zvítězilo Chorvatsko kuntumačně.